# Cliché-verre

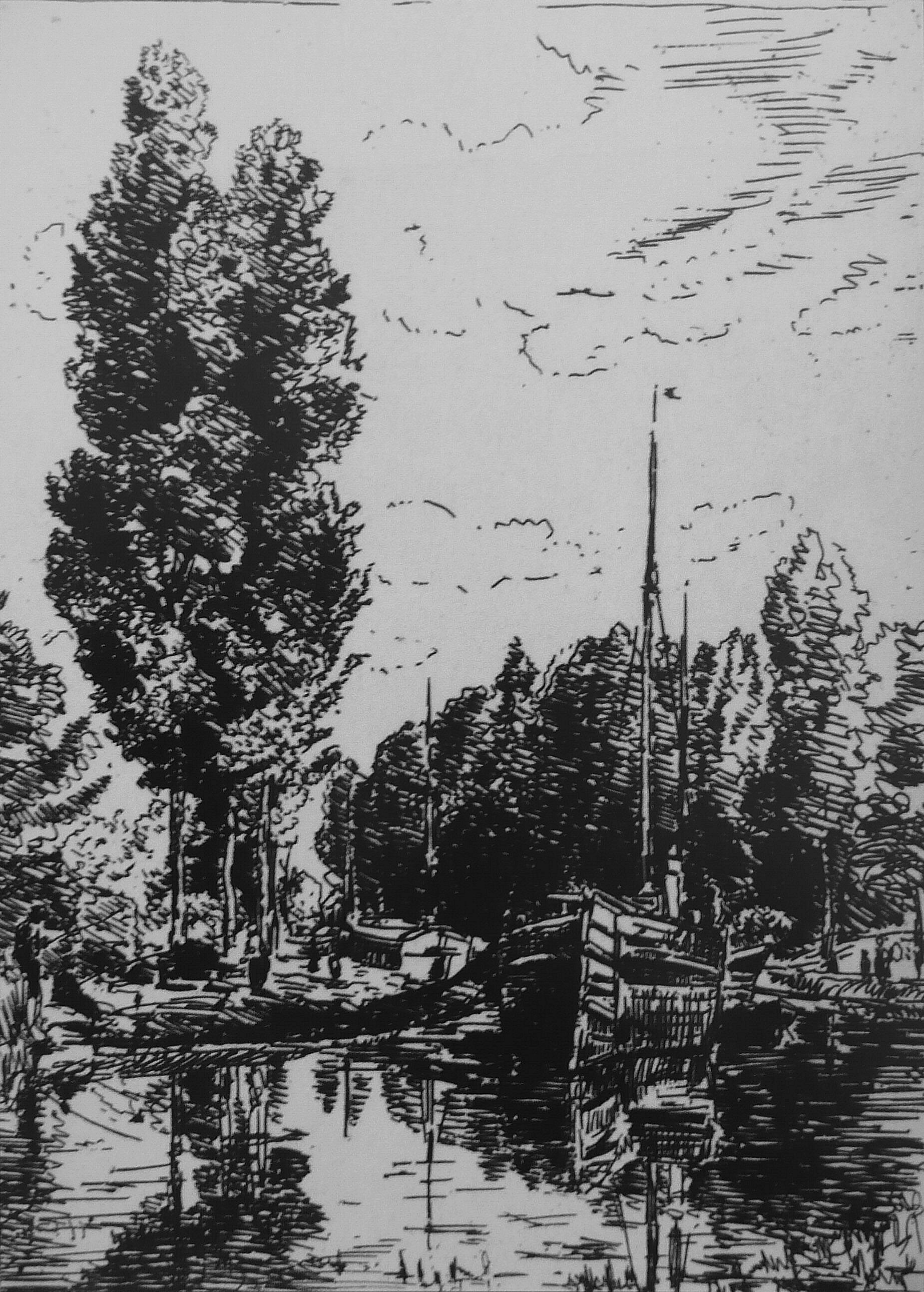
Charles Desavary, Bateaux sur le canal, cliché-verre, 1858-1874

Cliché-verre (z fr. dosł. „klisza szklana”) – dość rzadka technika będąca połączeniem grafiki i fotografii, popularna przede wszystkim w latach 50.–70. XIX w. wśród artystów z kręgu tzw. szkoły z Barbizon.
Technika powstała w oparciu o eksperymenty prowadzone przez Williama Foxa Talbota, a dokładnie o metodę zw. fotogenicznym rysowaniem (photogenic drawing), pozwalającą na otrzymanie negatywowego obrazu obiektu umieszczonego na uczulonym na światło papierze. Talbot przedstawił ją w Royal Society w 1839 r. i już trzy miesiące później trzej graficy, James Tibbits Willmore, William Havell i James Frederick Havell, zaprezentowali swoje prace, wykonane w technice cliché-verre.
Jej popularność wśród artystów rozpoczęła się jednak dopiero po jej ponownym wynalezieniu w 1853 r. przez fotografa amatora Adalberta Cuveliera i rysownika Léandre’a Grandguillaume’a, którzy zapoznali z nią artystów tworzących w Arras, takich jak Jean Baptiste Camille Corot (w niektórych opracowaniach można się nawet spotkać z informacją, że to Corot był jej wynalazcą). To właśnie w tym czasie rozpoczął się „złoty okres” techniki, trwający do lat 70. XIX w. Stosowali ją liczni artyści ze szkoły z Barbizon, tacy jak Théodore Rousseau, Charles-François Daubigny i Jean-François Millet.
Technika bywała stosowana również w XX w., a wykorzystywali ją m.in. Pablo Picasso, Max Ernst, Paul Klee czy Man Ray. Zastosował ją także Bruno Schulz, tworząc cykl zatytułowany Xięga bałwochwalcza.
Metoda ta składa się z dwóch etapów. W pierwszym szklaną płytę (albo inną przezroczystą powierzchnię, współcześnie bywa to np. plastik) pokrywa się nieprzezroczystą substancją, taką jak kolodium, i rozpylonym atramentem z bielą ołowianą lub pigmentem. W takim podłożu wykonuje się rysunek, używając ostrego narzędzia (igły, skrobaczki itp.). Następnie tak przygotowaną płytę, będącą swego rodzaju ręcznie wykonanym negatywem, wraz ze światłoczułym papierem wystawia się na działanie światła. Przenika ono przez te części płyty, z których nieprzezroczysta warstwa została zdrapana, tworząc na papierze pozytywowy obraz wykonanego na płycie rysunku.